# Claus Struck
Claus Struck (født 16. september 1970) er en tidligere dansk fodboldspiller, og nuværende landstræner for Danmarks U/17-kvindefodboldlandshold.

## Historie

### Spiller
Han skiftede som juniorspiller fra barndomsklubben Thorning IF og 15 km nordpå til Viborg FF. Her nåede han at spille omkring 200 førsteholdskampe i 1. division og Superligaen.
I foråret 1994 skiftede han sammen med træner Peter Rudbæk til AGF. Her blev det til små 100 kampe for 1. holdet, med sejren i pokalfinalen 1996 over Brøndby som højdepunktet.
Sommeren 1998 skiftede han tilbage til Viborg som lige var rykket op i Superligaen. Her blev det til 17 kampe, inden han i den sidste del af sæsonen 98/99 blev lejet ud til Esbjerg fB og spillede de sidst 5 kampe i Faxe Kondi Divisionen med oprykning til Superligaen tilfølge for Viggo Jensens tropper.
Da han kom tilbage til Viborg blev det ikke til flere kampe for Struck. Han fik konstateret slidgigt og stoppede karrieren endeligt i år 2000 som 28-årig.

### Træner
Struck startede så småt op som ungdomstræner i Viborg, hvor han bl.a. har trænet klubbens Ynglinge-DM hold. Han var aktiv omkring etableringen af overbygningen FK Viborg og startede i 2002 med at være træner for lilleputterne og endte som cheftræner for FK Viborgs talenttrup.
Frederikshavn fI blev Strucks første stop som seniortræner. Her startede han i sommeren 2006 som cheftræner for klubbens 1. hold i Danmarksserien. Her nåede de bl.a. i 1/8 finalen i Pokalturneringen, hvor de mødte Superligaholdet FC Midtjylland i Frederikshavn.
Året efter i 2007 valgte Struck at opsige samarbejdet med Frederikshavn for at prøve kræfter med Holstebro Boldklub som spillede i 2.division. Her underskrev han i 2-årig kontrakt.
Et halvt år for kontraktudløb med Holstebro BK skiftede han igen til Viborg og Viborg FF. Her startede han 1. januar 2009 som cheftræner for klubbens andethold i Danmarksserien. Dette har dog været med blandet succes idet holdet i foråret 2009 ikke klarede skærene i Danmarksserien og måtte rykke ned i Jyllandsserien.

### Civilt job
Som civil job har Claus Struck bl.a. arbejdet som programmør hos Scanbox.